# Chuck Neumann
Chuck Neumann is een Amerikaans triatleet uit Fremont. Hij werd in 1980 tweede op de Ironman Hawaï. Zijn finishtijd van 10:24.41 werd alleen geklopt door zijn landgenoot Dave Scott, die met 9:24.33 met een ruime voorsprong eerste werd. 

## Belangrijke prestaties

### triatlon
- 1980:  Ironman Hawaï - 10:24.41
- 1981: 16e Ironman Hawaï - 10:55.36
- 1982: 12e Ironman Hawaï (okt) - 10:12.54
- 2004: 22e Big Kahuna - 4:36.57
- 2004:  H45 triatlon van Santa Cruz
- 2004: 7e Trione triatlon